# Wallace McCain
Pour les articles homonymes, voir McCain.
Wallace F. McCain (9 avril 1930 - 13 mai 2011), est un homme d'affaires et entrepreneur canadien, cofondateur de la société multinationale McCain Foods et milliardaire.

## Biographie
Il naît à Florenceville-Bristol (Nouveau-Brunswick) et obtient un baccalauréat en arts à l'Université Mount Allison en 1951. En 1956, Wallace McCain crée avec son frère, Harrison McCain, l'entreprise McCain Foods Limited, spécialisée dans la transformation industrielle de la pomme de terre ; celle-ci devient le premier producteur mondial de frites surgelées.
En 1995, il est fait officier de l'Ordre du Canada pour avoir été « l'un des plus notables entrepreneurs du Canada atlantique » et promu Compagnon en 2008. En 1993, il est intronisé dans le Panthéon des hommes d'affaires canadiens et en 1997 dans le Temple de la renommée des affaires du Nouveau-Brunswick. En 2003, il est récompensé de l'Ordre du Nouveau-Brunswick.
En 1995, Wallace McCain rachète la société Maple Leaf Foods, en association avec un fonds de pension, l'Ontario Teacher's Pension Plan (Régime de retraite des enseignants de l'Ontario).
Il reçoit des diplômes honorifiques de l'université Mount Allison, de l'université du Collège du Roi, de l'université du Nouveau-Brunswick et de l'université de Toronto.
Il épouse Margaret Norrie McCain, première femme Lieutenant-gouverneur du Nouveau-Brunswick.
En 2007, il fait un don record de 873 000 $ à son alma mater, l'université Mount Allison.
Il est membre du Panthéon des hommes d'affaires canadiens.
En 2011, le 13 mai, il meurt des suites d'un cancer du pancréas, à l'âge de 81 ans.